# Pibanga transversefasciata
Pibanga transversefasciata är en skalbaggsart som först beskrevs av Stefan von Breuning 1943.  Pibanga transversefasciata ingår i släktet Pibanga och familjen långhorningar. Inga underarter finns listade i Catalogue of Life.